# Râul Sălicea
Râul Sălicea este un curs de apă, afluent al râului Cerna. 